# Gamma相關係數
Gama相關係數（英語：Goodman and Kruskal's gamma），通常表示為G，是統計學上衡量兩個次序尺度變數（英語：ordinal level variables）之相關程度所用的一種等級相關係數。
跟其他的相關係數一樣，G的範圍從 -1 到 +1 ，-1 表示完全負相關， +1 表示完全正相關。